# Requins d'acier (film, 1942)
Pour les articles homonymes, voir Requins d'acier.
Pour plus de détails, voir Fiche technique et Distribution.
Requins d'acier (Alfa Tau!) est un film de guerre sous-marin italien réalisé par Francesco De Robertis et sorti en 1942.

## Synopsis
Le sous-marin Enrico-Toti retourne à sa base à la fin d'une mission. Après une courte permission, les membres de l'équipage, qui ont embrassé leurs familles, reprennent la mer. Ils tombent sur un sous-marin britannique, le HMS Triad, qu'ils éperonnent et coulent. 

## Fiche technique
- Titre français : Requins d'acier[1]
- Titre original italien : Alfa Tau![2]
- Réalisateur : Francesco De Robertis
- Scénario : Francesco De Robertis
- Photographie : Giuseppe Caracciolo, Mario Bava
- Montage : Francesco De Robertis
- Musique : Edgardo Carducci
- Production : Michele Scalera, Salvatore Scalera, Cesare Zanetti
- Société de production : Scalera Film
- Pays de production :  Royaume d'Italie
- Langue originale : italien
- Format : Noir et blanc - 1,37:1 - Son mono - 35 mm
- Durée : 90 minutes
- Genre : Film de guerre sous-marin
- Dates de sortie :
  - Royaume d'Italie : 31 août 1942
  - France : 26 février 1943

## Distribution
- Bruno Zelik (it) : Capitaine de corvette (non crédité)
- Giuseppe Addobbati
- Liana Persi
- Marina Chierici
- Lilla Pilucolio